# 가라테 로봇
《가라테 로봇》(일본어: 電人ザボーガー)은 2011년 개봉한 일본의 SF 액션 영화이다. 이구치 노보루가 감독과 각본을 맡았다.